# Papicha
Papicha je koprodukční hraný film z roku 2019, který režírovala Mounia Meddour. Snímek měl světovou premiéru na filmovém festivalu v Cannes dne 17. května 2019. V alžírské arabštině je „papicha“ výraz pro flirtující mladou dívku.

## Děj
Ve skupině mladých žen, studentek v Alžíru, sní Nedjma o tom, že se stane módní návrhářkou. Pravidelně se se svou kamarádkou Wassilou plíží ze svého univerzitního sídla do nočního klubu a využívá příležitosti prodávat své výtvory dalším mladým dívkám. Čelí však násilí občanské války a rostoucímu tlaku, aby se přizpůsobila morálním a oděvním standardům diktovaným islamisty. Její sestra Linda je zavražděna. Odmítne se podřídit a rozhodne se uspořádat módní přehlídku ve své univerzitní rezidenci a navrhnout modely na téma haik, který je tradičním oděvem alžírských žen. Tváří v tvář mnoha překážkám, včetně zničení její sbírky islamistickými extremisty, se ona a její přátelé rozhodnou zorganizovat průvod. Přeruší ho muži ozbrojení samopaly a Nedjma jen těsně unikne smrti.

## Obsazení
| Lyna Khoudri         | Nedjma       |
| Shirine Boutella     | Wassila      |
| Amira Hilda Douaouda | Samira       |
| Yasin Houicha        | Mehdi        |
| Zahra Doumandji      | Kahina       |
| Nadia Kaci           | paní Kamissi |
| Meryem Medjkane      | Linda        |
| Marwan Zeghbib       | Karim        |
| Aida Ghechoud        | Saliha       |
| Samir El Hakim       | Mokhtar      |
| Khaled Benaïssa      | Abdellah     |
| Amine Mentseur       | Slimane      |
| Lina Boudraa         | Amel         |
| Malek Ghellamat      | Sofia        |
| Abderrahmane Boudia  | profesor     |

## Ocenění
- Filmový festival El Gouna: nejlepší arabský film
- Mezinárodní filmový festival v Abitibi-Témiscamingue : Cena Mediafilm-Robert-Claude Bérubé
- Festival frankofonních filmů v Angoulême: Valois publika, Valois za nejlepší scénář a Valois za nejlepší herečku (Lyna Khoudri)
- César: nejlepší filmový debut (Mounia Meddour), nejslibnější herečka (Lyna Khoudri)
- Cena Alice Guy